# Amtsgericht Alfeld
Das Amtsgericht Alfeld (Leine) ist eines von acht Amtsgerichten im Bezirk des Landgerichts Hildesheim. Es hat seinen Sitz in Alfeld (Leine) in Niedersachsen.

## Zuständigkeiten
Örtlich zuständig ist das Amtsgericht Alfeld für die Stadt Alfeld (Leine) sowie die Gemeinden Duingen, Freden, Lamspringe und Sibbesse. Ihm ist das Landgericht Hildesheim übergeordnet. Zuständiges Oberlandesgericht ist das Oberlandesgericht Celle.

## Geschichte

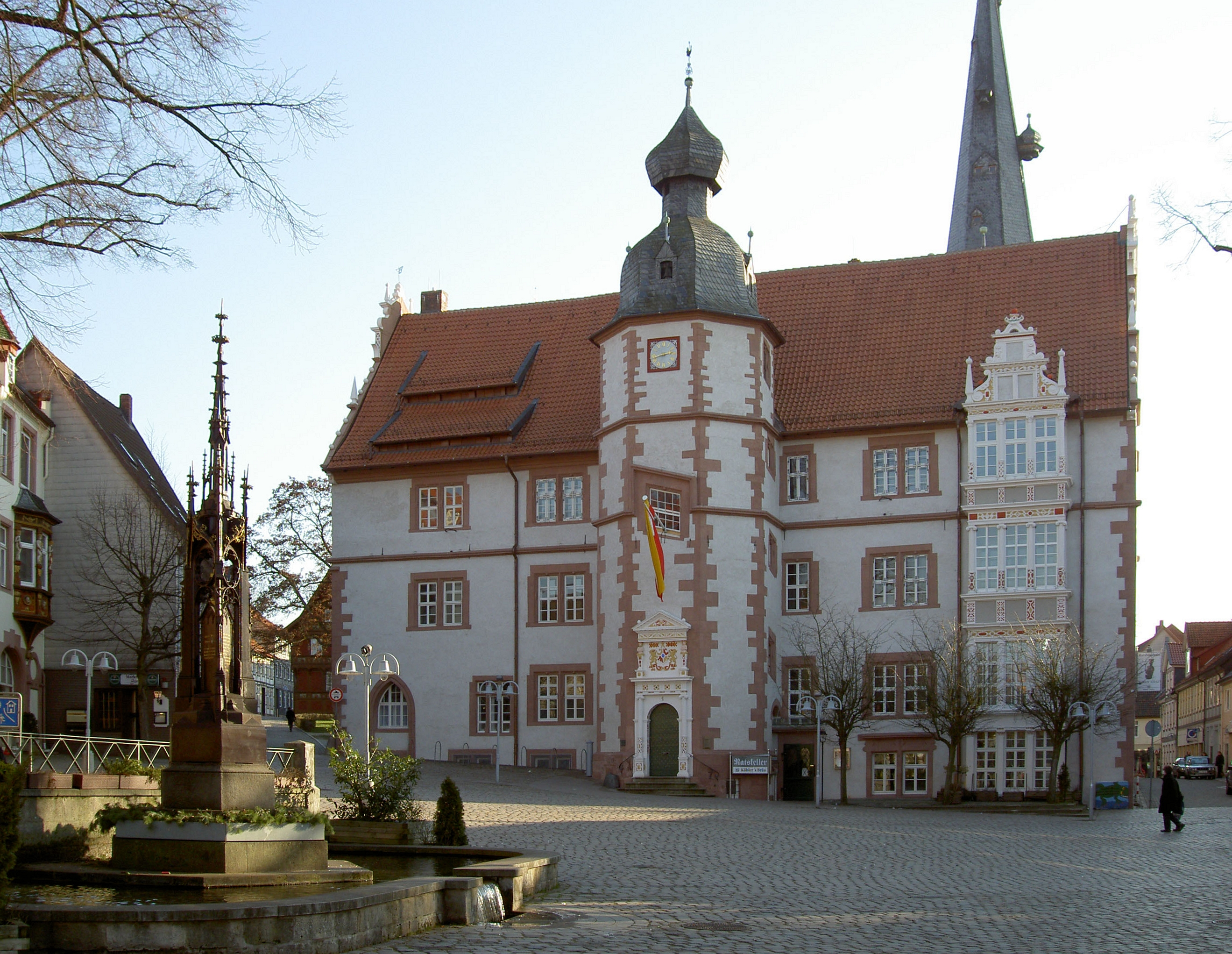
Alfelder Rathaus – Sitz des Amtsgerichts von 1852 bis 1900

Mit dem am 1. Oktober 1852 in Kraft getretenen hannoverschen Gerichtsverfassungsgesetz vom 8. November 1850 wurde das Amtsgericht Alfeld gegründet. Ab 1852 hatte das Gericht zunächst zwei Richter. Im Amt Lamspringe fanden aufgrund der großen Entfernung zu Alfeld regelmäßig auswärtige Gerichtstage statt. 1897 begannen die Planungen für ein Gerichtsgebäude an der Kalandstraße. 1900 wurde das Gebäude bezogen. Zuvor war das Amtsgericht im Alfelder Rathaus untergebracht. Die Baupläne für das Amtsgerichtsgebäude verschwanden im Zweiten Weltkrieg und tauchten erst 1975 auf dem Dachboden der Hildesheimer Staatsanwaltschaft wieder auf. Zum 125. Jubiläum wurden die wertvollen Pläne wieder dem Amtsgericht übergeben.